# Halifaxi robbanás
A halifaxi robbanás egy 1917. december 6-án bekövetkezett tengerészeti katasztrófa volt, mely során két teherhajó, a norvég SS Imo, illetve a francia SS Mont Blanc ütközött össze a város kikötőjében. Utóbbi jármű rakománya veszélyes hadi- és robbanóanyagokból (cellulóz-nitrát, benzol, pikrinsav, trinitrotoluol stb.) állt. A két hajó ütközésekor tűz keletkezett, majd a Mont Blanc szállítmánya felrobbant. A detonáció elpusztította a kikötőt, és a város egy részét. Körülbelül 1900 ember vesztette életét a tragédiában. A halifaxi robbanás a mai napig a legnagyobb, ember okozta nem-nukleáris detonáció.

## Előzmények

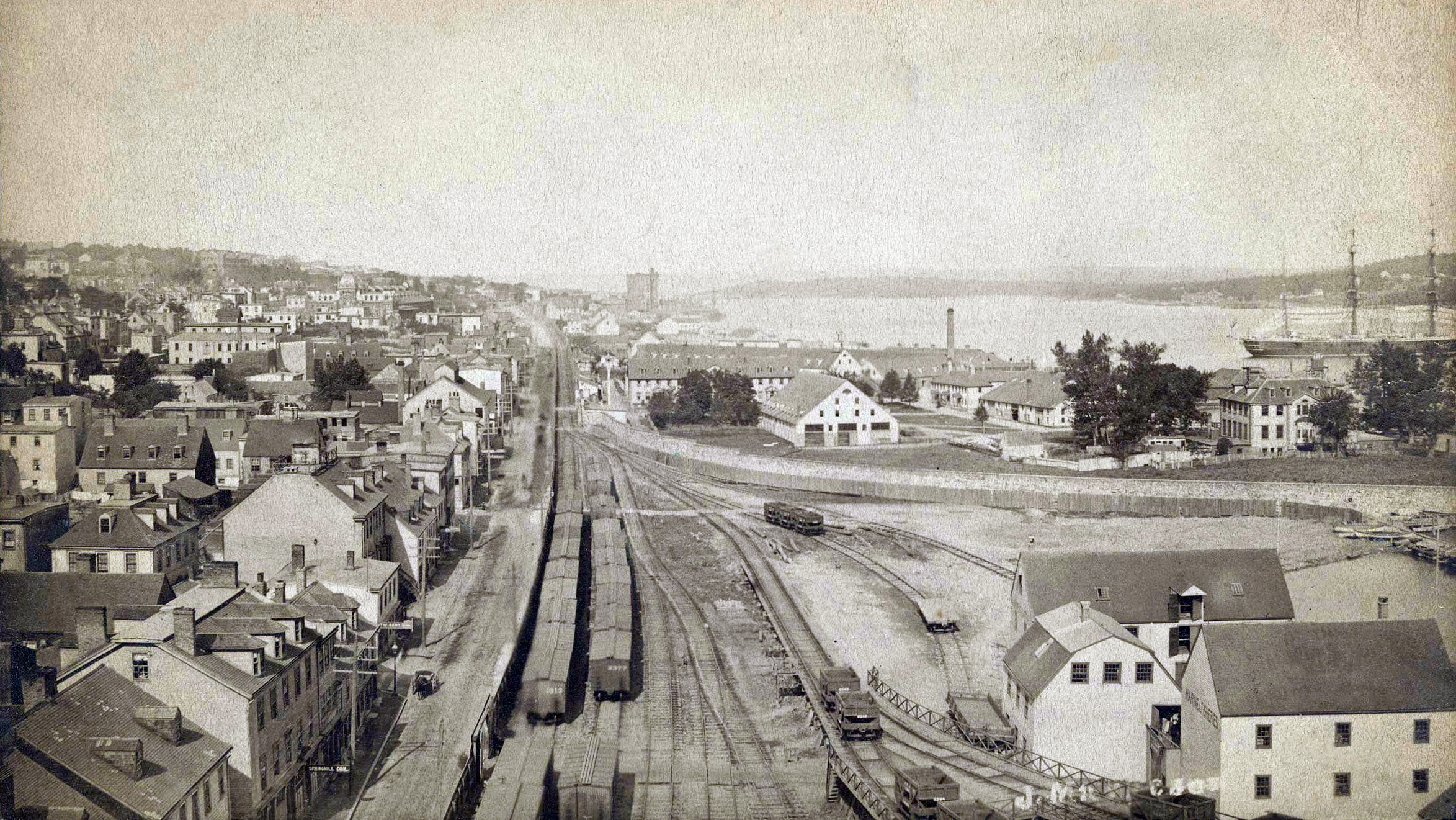
Halifax Richmond nevű kerülete, amely a robbanásban megsemmisült. A háttérben a kikötő látható. A fotó 1900 körül készült.

Halifax és a vele szemben fekvő Dartmouth települések az első világháború idején fontos kikötővárosok voltak: a Brit Királyi Haditengerészet egyik legfontosabb bázispontjai voltak Észak-Amerikában, valamint a hadikereskedelem központjai is. 1917-re Halifax és Dartmouth népessége túllépte a 60 000 főt.
A világháború utolsó éveire Halifax nyüzsgő és forgalmas kikötőváros lett. Kikötőjéből naponta futottak ki hadianyagokkal megrakott hajók Európába, vagy érkeztek az európai hadszíntérről sebesülteket szállító kórházhajók, de ott állomásozott Kanada hadiflottája is. A stratégiailag fontos kikötőt a német tengeralattjárók támadása miatt nehéz hálókkal védték, amelyeket nappalra széthúztak, éjszakára viszont összezártak. Így a hajók közlekedése meglehetősen korlátozott volt.

## A katasztrófa
1917. december 3-án érkezett a városba a norvég lobogó alatt közlekedő SS Imo nevű teherhajó, amely előzőleg a Rotterdam-New York útvonalon hajózott. Üzemeltetője a South Pacific Whaling Co. vállalat volt. Semlegességi ellenőrzés és üzemanyag-felvétel céljából állt meg Halifaxban. A járműnek december 5-én kellett volna távoznia a városból, de az üzemanyag-feltöltés elhúzódott, és a hajó a felhúzott védőháló miatt nem tudott kihajózni. Az Imo 5043 tonnányi és 131 méter hosszú hajó volt, korábban SS Runic néven hajózott a White Star Line égisze alatt.
1917. december 5-én az SS Mont Blanc francia teherhajó New Yorkból érkezett a kikötő bejáratához, hogy csatlakozzon az Európa felé tartó konvojhoz, de egy vihar miatt késve érkezett, és éjszakára a védőhálón kívül rekedt. A 3121 tonnás vízkiszorítású, 98 méter hosszú hajó a francia Compagnie Générale Transatlantique nevű cég tulajdonában volt, rakománya csaknem 3000 tonna TNT-ből, lőgyapotból, pikrinsavból és magas oktánszámú, rendkívül illékony benzolból állt.

### Az ütközés és a tűz

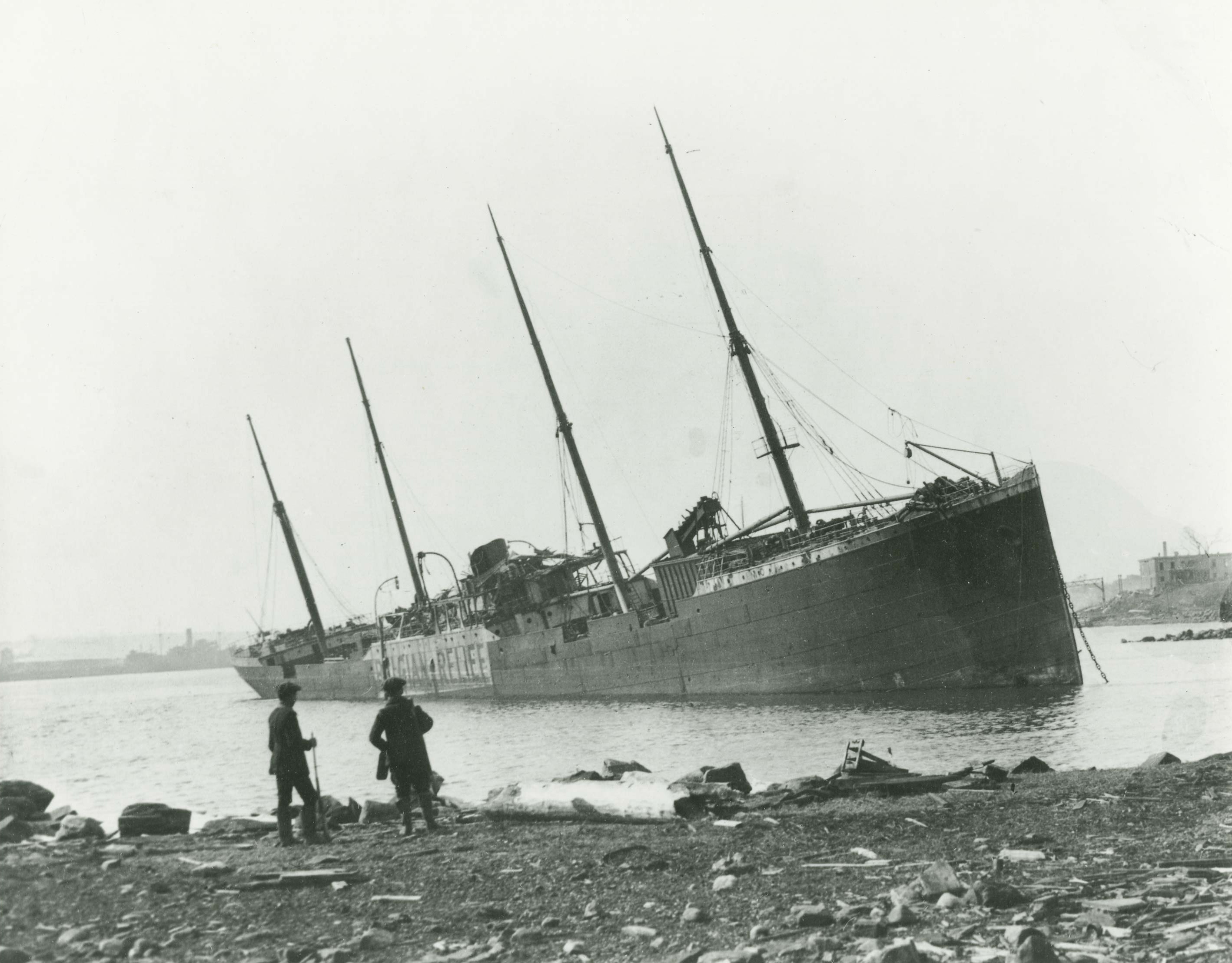
A partra sodródott SS Imo a robbanás után

December 6-án reggel indult az éjszakára a lezárt kikötőben rekedt norvég SS Imo norvég teherhajó, amely 5043 tonnás vízkiszorításával, 131 méteres hosszával és háromfokozatú gőzgépével 12 csomós (körülbelül 22 kilométer/óra) sebességre volt képes. A kikötőből a késésben lévő norvég teherhajó kifelé haladt, túllépve a megengedett legnagyobb sebességet, maximum öt csomót, miközben a francia Mont Blanc teherhajó már befelé tartott.
A francia révkalauz észrevette, hogy az Imo egyenesen feléjük tart, gőzkürttel jelzett, majd a hajó kapitánya fordulásra adott parancsot. A ritkás ködben a szürkére festett francia hajót csak a kürtjelzés után vették észre, és az Imo kapitánya hátramenetet vezényelt, de elkésett vele. A norvég hajó nekiütközött a Mont Blanc törzse elülső részének, aminek következtében a fedélzeten tárolt, benzollal teli acélhordók felborultak, tartalmuk pedig kiömlött.
Amikor az Imo hátrálni kezdett, szikra keletkezett, amely meggyújtotta a szétömlött benzolt. A Mont Blanc orrfedélzete pillanatok alatt lángba borult, a legénység elmenekült a hajóról, amely magára hagyva a part felé sodródott, majd megállt az egyik mólónál.

### A robbanás
A város lakói, nem számolva a veszéllyel, a partról nézték az égő hajó fedélzetéről lerepülő, szétrobbanó hordók bizarr tűzijátékát. Amikor a lángok elérték a rakodótérben lévő pikrinsavat, a Mont Blanc felrobbant. A detonáció robbanóereje körülbelül egy 3 kilotonnás, kisebb atombombáénak felelt meg. Richmond, Halifax sűrűn lakott északi része másodpercek alatt megsemmisült – két négyzetkilométernyi terület a földdel vált egyenlővé –, és a kikötő túlpartján fekvő Dartmouth-ban is jelentős károk keletkeztek. Amit pedig a part menti területen épségben hagyott a tűzvihar, azt elsöpörte a keletkezett magas szökőár. A balesetben több mint kétezer ember lelte halálát, több mint kilencezren sérültek meg, és legalább 25 ezren vesztették el otthonukat. Néhány órán belül Kanada, valamint az Egyesült Államok teljes keleti partvidéke megmozdult, és vonatszerelvényeken mentőcsapatok, valamint segélyszállítmányok érkeztek.
Boston volt az első város, amely a szerencsétlenül járt település segítségére sietett, és a viharos időjárással dacolva orvosokat, nővéreket és kötszert juttatott Halifaxba. A kanadai város hálából azóta minden évben egy karácsonyfát küld az amerikai településnek.
Halifax városképe az újjáépítés nyomán teljesen megváltozott, az elpusztult városrészt sok fával és zöldterülettel díszített kertvárossá alakították. A város lakói emlékművet állítottak az áldozatok emlékére.